# ルーベン・パラシオス
ルーベン・パラシオス（Ruben Palacios、1962年12月1日 - 2003年11月14日）は、コロンビアのプロボクサー。アンティオキア県ラ・シエラ出身。元WBO世界フェザー級王者。

## 来歴
1981年4月27日、プロデビューを果たし6回判定勝ちを収め白星でデビューを飾った。
1982年4月17日、フランシスコ・アルバレスと対戦し10回判定勝ちを収めた。
1982年6月15日、ウィルソン・サルガドと対戦し初のKO勝利となる2回KO勝ちを収めた。
1982年10月30日、コロンビアバンタム級王者ホーマー・メザと対戦し12回判定勝ちを収め王座獲得に成功した。
1982年12月18日、ミゲール・マツラナと対戦し10回TKO勝ちを収め初防衛に成功した。
1983年5月12日、ミゲール・ローラとWBCアメリカ大陸バンタム級王座決定戦で対戦し12回判定負けを喫し王座獲得に失敗した。
1984年6月29日、ジェファーソン・ゴメスとコロンビアスーパーバンタム級王座決定戦で対戦し10回判定勝ちを収めコロンビア王座の2階級制覇を達成した。
1985年3月30日、水原市のインドア・スタジアムでIBF世界スーパーバンタム級王者金知元と対戦し15回0-3(143-146、142-149、142-147)の判定負けを喫し王座獲得に失敗した。
1985年10月12日、バレリノ・ナチと対戦し10回判定負けを喫した。
1986年5月7日、ロンドンのロイヤル・アルベルト・ホールでジム・マクドネルと対戦し7回TKO負けを喫した。
1987年5月25日、ラファエル・スニガと対戦し2回TKO負けを喫した。
1987年10月30日、コロンビアフェザー級王者アルバロ・ボホルケスと対戦し10回判定勝ちを収めコロンビア王座の3階級制覇を達成した。
1988年2月5日、WBAフェデラテンスーパーバンタム級王者マヌエル・メイハと対戦し4回TKO勝ちを収め王座獲得に成功した。
1988年5月21日、ジェイミー・カステロンと対戦し7回負傷判定勝ちを収め初防衛に成功した。
1988年10月7日、アルバロ・ナルバエスと対戦し12回判定勝ちを収め2度目の防衛に成功した。
1989年3月3日、ダニエル・ブランコと対戦し3回KO勝ちを収めた。
1989年11月18日、バンーシーン・ヨドムアイダンと対戦し10回判定勝ちを収めた。
1990年5月25日、ヘスス・サルードの王座剥奪で空位となったWBA世界スーパーバンタム級王座決定戦でルイス・メンドーサと対戦し12回1-1(115-113、113-116、114-114)の引き分けに終わり王座獲得に失敗した。
1990年9月11日、マイアミのジャイ・アライ・フロントンでルイス・メンドーサとWBA世界スーパーバンタム級王座決定戦を再び行い3回51秒逆転TKO負けを喫し王座獲得に失敗した。
1991年2月3日、元OPBF東洋太平洋バンタム級王者許濬と対戦し2回KO負けを喫した。
1991年6月14日、エバー・ベレーノと対戦し10回判定負けを喫した。
1991年7月31日、コロンビアスーパーフェザー級王者のオマール・ゴンサレスと対戦し4回TKO勝ちを収めコロンビア王座の4階級制覇を達成した。
1992年9月26日、ロンドンのオリンピアでWBO世界フェザー級王者コリン・マクミランと対戦し8回1分52秒逆転TKO勝ちを収め王座獲得に成功した。試合後の検査でHIVに感染しており、この試合を最後に王座在位のまま1度も防衛せずに現役を引退した。
その後はHIVと闘病していたが2003年11月14日、メデジンの病院でAIDSのため死去した。40歳没。

## 獲得タイトル
- コロンビアバンタム級王座
- コロンビアスーパーバンタム級王座
- コロンビアフェザー級王座
- コロンビアスーパーフェザー級王座
- WBAフェデラテンスーパーバンタム級王座
- 第6代WBO世界フェザー級王座（防衛0=返上）